# Eugene Chiang
Eugene Chiang, né à New York en 1973, est un astronome américain.

## Biographie
Après une licence de physique obtenue en 1995 au Massachusetts Institute of Technology (MIT), il obtient son doctorat en astronomie en 2000 au California Institute of Technology (Caltech).
Il fait partie de l'équipe qui a découvert (612243) 2001 QR322, le premier astéroïde troyen de Neptune à avoir été découvert.
Le Centre des planètes mineures le crédite de la co-découverte de l'astéroïde (195777) Sheepman, réalisée avec Marc William Buie le 12 août 2002.